# Liste der Mitglieder des 2. Europäischen Parlamentes
Hier sind alle 518 Mitglieder des 2. Europäischen Parlamentes von 1984 bis 1989 in alphabetischer Reihenfolge verzeichnet. 434 der Abgeordneten wurden bei der Europawahl 1984 gewählt, die zwischen dem 14. bis 17. Juni in den zunächst zehn Mitgliedstaaten stattfand.
Nach den Beitritten Spaniens und Portugals am 1. Januar 1986 wurden zunächst 60 bzw. 24 Delegierte aus den beiden Ländern in das Parlament entsandt. Am 10. Juni 1987 wurden die spanischen 60 Abgeordneten vom Volk gewählt, am 19. Juli 1987 die 24 portugiesischen. Damit bestand das Europäische Parlament aus 518 Mitgliedern.
Die Parlamentspräsidenten in dieser Legislaturperiode waren der Franzose Pierre Pflimlin (CDS, EVP-Fraktion, 1984–1987) und der Brite Henry Plumb, Baron Plumb (Tories, ED-Fraktion, 1987–1989).

## Sitzverteilung
- KOM: 41
- SOC: 130
- RBW: 20
- LD: 31
- NI: 7
- CTDI: 0
- EVP: 110
- ED: 50
- EDA: 29
- ER: 16

### Nach Fraktionen
| Kürzel                                            | Fraktion | Mitglieder (Anfang) | Änderungen nach Wahl in Spanien | Änderungen nach Wahl in Portugal | Weitere Änderungen | Mitglieder (Ende) |
| ------------------------------------------------- | --- | ------------------- | ------------------------------- | -------------------------------- | ------------------ | ----------------- |
| SOC                                               | Sozialistische Fraktion                                                                                                  | 130                 | +28                             | 0+6                              | +2                 | 166               |
| EVP                                               | Fraktion der Europäischen Volkspartei                                                                                    | 110                 | 0+1                             | 0+4                              | –2                 | 113               |
| ED                                                | Fraktion der Europäischen Demokraten                                                                                     | 50                  | +17                             | 0±0                              | ±0                 | 67                |
| KOM                                               | Fraktion der Kommunisten und Nahestehenden                                                                               | 41                  | 0+3                             | 0+3                              |                    |                   |
| LDLDR                                             | Liberale und Demokratische Fraktion, Liberale und Demokratische Reformfraktion (ab 1985)                                 | 31                  | 0+2                             | +10                              | ±0                 | 53                |
| EDA                                               | Fraktion der Sammlungsbewegung der Europäischen Demokraten                                                               | 29                  | 0±0                             | 0+1                              |                    |                   |
| RBW                                               | Regenbogenfraktion | 20                  | 0+1                             | 0±0                              | ±0                 | 21                |
| ER                                                | Fraktion der Europäischen Rechten                                                                                        | 16                  | 0±0                             | 0±0                              |                    |                   |
| CTDI                                              | Fraktion für die technische Koordinierung und Verteidigung der unabhängigen Gruppen und Mitglieder (Sep. 1987–Nov. 1987) | 0                   | 0±0                             | 0±0                              | +12 –12            | 0                 |
| NI                                                | Fraktionslose Abgeordnete                                                                                                | 7                   | 0+8                             | 0±0                              |                    |                   |
| Anzahl der Abgeordneten im Europäischen Parlament | Anzahl der Abgeordneten im Europäischen Parlament                                                                        | 434                 | +60                             | +24                              |                    | 518               |

### Nach Ländern
| Belgien | Dänemark | Deutschland | Frankreich | Griechenland | Irland | Italien | Luxemburg | Niederlande | Vereinigtes Königreich | Spanien (ab 01.01.1986) | Portugal (ab 01.01.1986) | Gesamt |
| ------- | -------- | ----------- | ---------- | ------------ | ------ | ------- | --------- | ----------- | ---------------------- | ----------------------- | ------------------------ | ------ |
| 24      | 16       | 81          | 81         | 24           | 15     | 81      | 6         | 25          | 81                     | 60                      | 24                       | 518    |

## A
- Jean-Pierre Abelin
- Victor Abens
- Carlos Aboim Inglez
- Gordon Adam
- Dimitrios Adamou
- Jochen van Aerssen
- Heinrich Aigner
- Alekos Alavanos
- Siegbert Alber
- Jean-Marie Alexandre
- Rui Manuel Almeida Mendes
- Giorgio Almirante
- José María Alvarez de Eulate Peñaranda
- José Álvarez de Paz
- Giuseppe Amadei
- Rui Amaral
- Werner Amberg
- Georgios Anastassopoulos
- Hedy D’Ancona
- Ettore Giovanni Andenna
- Anne André-Léonard
- Niall Andrews
- Magdeleine Anglade
- Dario Antoniozzi
- Bernard Antony
- Víctor Manuel Arbeloa Muru
- Pedro Argüelles Salaverria
- Miguel Arias Cañete
- Rudi Arndt
- Evangelos Averof-Tossitsas
- Paraskevas Avgerinos

## B
- Jean-Paul Bachy
- Rika de Backer-Van Ocken
- Monique Badénes
- Gianni Baget Bozzo
- Louis Baillot
- Richard Balfe
- Francisco Pinto Balsemão
- Juan María Bandrés Molet
- Mary Banotti
- Carla Barbarella
- Otto Bardong
- Enrique Barón Crespo
- Carlos Barral Agesta
- Sylvester Barrett
- José Barros Moura
- Mario di Bartolomei
- Roberto Barzanti
- Robert Batailly
- Robert Battersby
- Dominique Baudis
- Denis Baudouin
- Charles Baur
- Bernardo Bayona Aznar
- Christopher Beazley
- Peter Beazley
- Hans-Joachim Beckmann
- Luis Filipe Pais Beirôco
- Maria Belo
- Carlos Manuel Bencomo Mendoza
- Gérard Benhamou
- Pierre Bernard-Reymond
- Giovanni Bersani
- Jean Besse
- Nicholas Bethell, 4. Baron Bethell
- Vincenzo Bettiza
- Bouke Beumer
- Luc Beyer de Ryke
- John Bird
- Philipp von Bismarck
- Birgit Bjørnvig
- Undine von Blottnitz
- Roland Blum
- Erik Blumenfeld
- Reinhold Bocklet
- Jørgen Bøgh
- Alfons Boesmans
- Alain Bombard
- Aldo Bonaccini
- Jens-Peter Bonde
- Emma Bonino
- Margherita Boniver
- Elise Boot
- Franco Borgo
- Bodil Boserup
- Ioannis Boutos
- Ursula Braun-Moser
- Georges de Brémond D'Ars
- Jürgen Brinckmeier – verstorben am 28. November 1984, Nachrücker: Rüdiger Hitzigrath
- José António Brito Apolonia
- Elmar Brok
- Beata Brookes
- Paulin-Christian Bruné
- Carlos María Bru Purón
- Janey O’Neil Buchan
- Hubert Jean Buchou
- José Miguel Bueno Vicente
- Martine Buron
- Antonino Buttafuoco

## C
- Esteban Caamaño Bernal
- Pío Cabanillas Gallas
- Jesús Cabezón Alonso
- José Cabrera Bazan
- Rafael Calvo Ortega
- Leopoldo Calvo-Sotelo
- Michel de Camaret
- Jorge Campinos
- Eusebio Cano Pinto
- Antonio Nicola Cantalamessa
- Manuel Cantarero del Castillo
- Alain Carignon
- Angelo Carossino
- José Vicente Carvalho Cardoso
- Carlo Casini
- Jean-Pierre Cassabel
- Maria Luisa Cassanmagnago Cerretti
- Bryan Cassidy
- Luciana Castellina
- Barbara Castle, Baroness Castle of Blackburn
- Fred Catherwood
- Marco Cellai
- José Emilio Cervera Cardona
- Giovanni Cervetti
- Dominique Chaboche
- Robert Chambeiron
- Raphaël Chanterie
- Gisèle Charzat
- Mauro Chiabrando
- Roger Chinaud
- Vittorino Chiusano
- Louis Chopier
- Nicole Chouraqui
- Ib Christensen
- Ejner Hovgård Christiansen
- Efthymios Christodoulou
- Michelangelo Ciancaglini
- Roberto Cicciomessere
- Maria Lisa Cinciari Rodano
- Mark Clinton
- José Coderch Planas
- Robert Cohen
- António Antero Coimbra Martins
- Juan Luis Colino Salamanca
- Michel Collinot
- Kenneth Collins
- Joan Colom I Naval
- Michele Columbu
- Francesco Compasso
- Fernando Condesso
- Petrus Cornelissen
- Roberto Costanzo
- Alfred Coste-Floret
- Jean-Pierre Cot
- Richard Cottrell
- John de Courcy Ling
- Christine Crawley
- Rodolfo Crespo
- Lambert Croux
- Jean Crusol
- George Robert Cryer
- David Curry

## D
- Joachim Dalsass
- Margaret Daly
- Piet Dankert
- Karel De Gucht
- Ciriaco De Mita
- Michel Debatisse
- Antonio del Duca
- Robert Delorozoy
- Jean-François Deniau
- Gérard Deprez
- Stéphane Dermaux
- Claude Desama
- Dimitrios Dessylas
- Gilbert Devèze
- Ramón Diaz del Rio Jaudenes
- Mario Dido’
- Carmen Díez De Rivera Icaza
- Nel van Dijk
- Chrysanthos Dimitriadis
- Aristides Dimopoulos
- Georges Donnez
- José Manuel Duarte Cendán
- Daniel Ducarme
- Peter Klaus Duetoft
- Bárbara Dührkop Dührkop
- Anne-Marie Dupuy
- Emilio Duran Corsanego
- Josep Antoni Duran I Lleida
- Raymonde Dury

## E
- Manfred Ebel
- Diana Elles, Baroness Elles
- James Elles
- Michael Elliott
- Vassilis Ephremidis
- Sergio Ercini
- Arturo Juan Escuder Croft
- José Antonio Escudero
- Nicolas Estgen
- Rafael Estrella Pedrola
- Dimitrios Evrigenis
- Winnie Ewing
- Louis Eyraud

## F
- Sheila Faith
- Roger Fajardie
- Alexander Falconer
- Guido Fanti
- André Fanton
- Léon Fatous
- Ludwig Fellermaier
- António José Fernandes
- Basil de Ferranti
- Concepció Ferrer
- Bruno Ferrero
- Ove Fich
- António Jorge de Figueiredo Lopes
- Konstantinos Filinis
- Gene FitzGerald
- James Fitzsimons
- Seán Flanagan
- Colette Flesch
- María Elena Flores Valencia
- Gaston Flosse
- Katharina Focke
- Nicole Fontaine
- Glyn Ford
- Roberto Formigoni
- André Fourçans
- Manuel Fraga Iribarne
- Otmar Franz
- Bruno Friedrich
- Ingo Friedrich
- Isidor Früh
- Yvette Fuillet

## G
- Colette Gadioux
- Gerardo Gaibisso
- Yves Galland
- Max Gallo
- Carlo Alberto Galluzzi
- José Augusto Gama
- Juan Antonio Gangoiti Llaguno
- Juan Carlos Garaikoetxea Urriza
- Vasco Garcia
- Manuel García Amigo
- Ludivina García Arias
- Antonio Garcia-Pagan Zamora
- José Luis Garcia Raya
- Salvador Garriga Polledo
- Carles-Alfred Gasòliba I Böhm
- Natalino Gatti
- Roland Gaucher
- Roger Gauthier
- Fritz Gautier
- Jas Gawronski
- Nikolaos Gazis
- Kyriakos Gerontopoulos
- Marietta Giannakou
- Giovanni Giavazzi
- Vincenzo Giummarra
- Emmanouil Glezos
- Ernest Glinne
- Fernando Manuel Santos Gomes
- Friedrich-Wilhelm Graefe zu Baringdorf
- Jacqueline Grand
- Carlo Alberto Graziani
- Eva Gredal
- Maxime François Gremetz
- Winston James Griffiths
- Julián Grimaldos Grimaldos
- Anselmo Guarraci
- Guy Jean Guermeur
- Julén Guimon Ugartechea
- Antoni Gutiérrez Díaz

## H
- Otto von Habsburg
- Wolfgang Hackel
- Klaus Hänsch
- Benedikt Härlin
- Wilhelm Hahn
- Else Hammerich
- José Happart
- Brigitte Heinrich
- Fernand Herman
- José Ramón Herrero Merediz
- Robert Hersant
- Ien van den Heuvel
- Michael Hindley
- Rüdiger Hitzigrath – nachgerückt für Jürgen Brinckmeier (†)
- Magdalene Hoff
- Jacqueline Hoffmann
- Karl-Heinz Hoffmann
- Geoff Hoon
- Paul Howell
- Leslie Huckfield
- Stephen Hughes
- Jean-Paul Hugot
- John Hume
- Alasdair Henry Hutton

## I
- Antonio Iodice
- Felice Ippolito
- John Iversen

## J
- Caroline Jackson
- Christopher Jackson
- Erhard Jakobsen
- James Janssen Van Raay
- Marie Jepsen
- Lionel Jospin
- Alain Juppé

## K
- Edward Kellett-Bowman
- Michael Kilby
- Mark Killilea junior
- Egon Klepsch
- Jan Klinkenborg
- Michael Klöckner
- Spyridon Kolokotronis
- Frode Kristoffersen
- Willy Kuijpers
- Leonidas Kyrkos

## L
- Antonio Augusto Lacerda de Queiróz
- José María Lafuente López
- Leonidas Lagakos
- Patrick Joseph Lalor
- Panayotis Lambrias
- Horst Langes
- Jessica Larive
- Pierre Lataillade
- Jean Lecanuet
- Jean-Marie le Chevallier
- Martine Lehideux
- Bram van der Lek
- Eileen Lemass
- Gerd Ludwig Lemmer
- Marcelle Lentz-Cornette
- Marlene Lenz
- Jean-Marie Le Pen
- Sylvie le Roux
- Marie-Noëlle Lienemann
- Giosuè Ligios
- Salvatore Lima
- Rolf Linkohr
- Anne-Marie Lizin
- Carmen Llorca Vilaplana
- César Llorens Barges
- Alfred Lomas
- Gérard Longuet
- Charles-Emile Loo
- Hendrik Louwes
- Francisco António Lucas Pires
- Zenon-José Luis Paz
- Rudolf Luster
- Finn Lynge

## M
- Joe McCartin
- Giulio Maceratini
- Michael Mcgowan
- Hugh Mcmahon
- Edward McMillan-Scott
- Ray Mac Sharry
- Luís Filipe Madeira
- Emmanuel Maffre-Baugé
- Thomas Joseph Maher
- Hanja Maij-Weggen
- Kurt Malangré
- Philippe Malaud
- Christian de La Malène
- Jacques Mallet
- Jean-François Mancel
- Danielle de March
- Georges Marchais
- Pol Marck
- Francesca Marinaro
- Luís Marinho
- Alain Marleix
- António José Marques Mendes
- António Joaquim Marques Mendes
- John Leslie Marshall
- Claudio Martelli
- David Martin
- Simone Martin
- Renato Massari
- Vincenzo Mattina
- Georgios Mavros
- Federico Mayor Zaragoza
- José Manuel Medeiros Ferreira
- Manuel Medina Ortega
- Thomas Megahy
- Meinolf Mertens
- Alman Metten
- Alberto Michelini
- Karl-Heinrich Mihr
- Joaquim Miranda
- Ana Miranda de Lage
- Alfeo Mizzau
- Poul Møller
- Emilio Molinari
- Andoni Monforte Arregui
- José María Montero Zabala
- James Moorhouse
- Fernando Morán López
- Alberto Moravia
- Raúl Morodo Leoncio
- Giovanni Moroni
- David Morris
- Didier Motchane
- Jean Mouchel
- Ernest Mühlen
- Günther Müller
- Werner Münch
- Joaquim Muns Albuixech
- Hemmo Muntingh
- François Musso

## N
- Alessandro Natta
- Antonio Navarro
- Giovanni Negri
- Lore Neugebauer
- Arthur Stanley Newens
- Edward Newman
- Bill Newton Dunn
- Jørgen Brøndlund Nielsen
- Tove Nielsen
- Egbert Nitsch
- Hans Nord
- Jean-Thomas Nordmann
- Tom Normanton
- Wolfgang von Nostitz
- Diego Novelli

## O
- Tom O’Donnell
- Charles Strachey, 4. Baron O’Hagan
- Francisco Oliva Garcia
- Christopher Gerard O’Malley
- Jeanette Oppenheim
- Olivier D’Ormesson

## P
- Ian Paisley
- Giancarlo Pajetta
- Roger Palmieri
- Marco Pannella
- Konstantina Pantazi
- Nikolaos Papakyriazis
- Giovanni Papapietro
- Christiane Papon
- Christos Papoutsis
- Eolo Parodi
- Roger Partrat
- Pancrazio de Pasquale
- Jean-Claude Pasty
- George Benjamin Patterson
- Andrew Pearce
- Jorge Pegado Liz
- Jiří Pelikán
- Jean Penders
- Manuel Pereira
- Virgílio Pereira
- José Pereira Lopez
- Fernando Pérez Royo
- Luis Guillermo Perinat Elio
- Nicole Pery
- Johannes Wilhelm Peters
- Francesco Petronio
- Gabriele Peus-Bispinck
- Gero Pfennig
- Pierre Pflimlin
- Dorothee Piermont
- Carlos Pimenta
- Sergio Pininfarina
- Maria de Lourdes Pintasilgo
- Pedro Augusto Pinto
- René-Emile Piquet
- Fritz Pirkl
- Ferruccio Pisoni
- Nino Pisoni
- Terrence Pitt
- Luis Planas Puchades
- Spyridon Plaskovitis
- Henry Plumb, Baron Plumb
- Hans Poetschki
- Hans-Gert Pöttering
- Lydie Polfer
- Mario Pomilio
- Michel Poniatowski
- Bernard Pons
- Josep Pons Grau
- Gustave Pordea
- Lars Poulsen
- Derek Prag
- Pierre-Benjamin Pranchère
- Peter Price
- Christopher Prout, Baron Kingsland
- James Provan
- Alonso José Puerta
- Eduard Punset i Casals

## Q
- Joyce Quin, Baroness Quin

## R
- Renate-Charlotte Rabbethge
- Thomas Raftery
- Andrea Raggio
- Juan de Dios Ramírez Heredia
- Alfredo Reichlin
- Marcel Remacle
- María Dolores Renan I Manen
- Mario Rigo
- Günter Rinsche
- Shelagh Dame Roberts
- Carlos Robles Piquer
- François Roelants du Vivier
- Dieter Rogalla
- Rosario Romeo
- Georgios Romeos
- Domènec Romera I Alcàzar
- Pino Romualdi
- Yvonne van Rooy
- Walter Rosa
- Giorgio Rossetti
- André Rossi
- Tommaso Rossi
- Mechtild Rothe
- Willi Rothley
- Jean-Pierre Roux
- Xavier Rubert De Ventós
- Richie Ryan

## S
- Henri Saby
- Jannis Sakellariou
- Heinke Salisch
- Bernhard Sälzer
- Felipe Sanchez-Cuenca Martinez
- Pedro Miguel de Santana Lopes
- Manuel dos Santos Machado
- Francisco Javier Sanz Fernández
- Enrique Sapena Granell
- Georgios Saridakis
- Giuseppe Schiavinato
- Dieter Schinzel
- Ursula Schleicher
- Gerhard Schmid
- Barbara Schmidbauer
- Lydie Schmit
- Konrad Schön
- Heinz Schreiber
- Frank Schwalba-Hoth
- James Scott-Hopkins
- Christiane Scrivener
- Barry Seal
- Horst Seefeld
- Hans-Joachim Seeler
- Sergio Camillo Segre
- Lieselotte Seibel-Emmerling
- Madron Richard Seligman
- Gustavo Selva
- Alexander Sherlock
- Mateo Sierra Bardají
- José Silva Domingos
- Richard Simmonds
- Barbara Simons
- Anthony Simpson
- Llewellyn Smith
- Leopold Spaeth
- Altiero Spinelli
- Vera Squarcialupi
- Paul Staes
- Giovanni Starita
- Franz Ludwig Schenk Graf von Stauffenberg
- Konstantinos Stavrou
- George Stevenson
- Kenneth Stewart
- Jack Stewart-Clark
- Jean-Pierre Stirbois
- Fernando Suárez González
- Georges Sutra de Germa

## T
- John Taylor, Baron Kilclooney
- Wilfried Telkämper
- Bernard Thareau
- Diemut Theato
- Jacqueline Thome-Patenôtre
- Carlo Tognoli
- Claus Toksvig
- Teun Tolman
- John Tomlinson
- Carole Tongue
- Günter Topmann
- Enzo Tortora
- Raymond Tourrain
- Michel Toussaint
- Giovanni Travaglini
- Alberto Tridente
- Antonino Tripodi
- Renzo Trivelli
- Osvalda Trupia
- Friedrich August Tuchmann
- Amédée Turner
- Ioannis Tzounis

## U
- Jakob von Uexküll
- Jef Ulburghs

## V
- Maurizio Valenzi
- José Valverde López
- Jaak Vandemeulebroucke
- Marijke Van Hemeldonck
- Jean-Marie Vanlerenberghe
- Karel Van Miert
- Peter Vanneck
- Grigoris Varfis
- Marie-Claude Vayssade
- José Vázquez Fouz
- Luis Vega Y Escandon
- Simone Veil
- Herman Verbeek
- Josep Verde I Aldea
- Willem Vergeer
- Paul Vergès
- Jacques Vernier
- Willy Vernimmen
- Heinz Oskar Vetter
- Nikolaos Vgenopoulos
- Phili Viehoff
- Ben Visser
- Silvio Vitale
- Kurt Vittinghoff
- Gijs de Vries
- Thomas von der Vring

## W
- Leen van der Waal
- Manfred Wagner
- Gerd Walter
- Kurt Wawrzik
- Beate Weber
- Rudolf Wedekind
- Charles Wellesley, 9. Duke of Wellington
- Michael Welsh
- Charles Wendeling
- Norman West
- Klaus Wettig
- Heidemarie Wieczorek-Zeul
- Florus Wijsenbeek
- August de Winter
- Karl von Wogau
- Joseph Wohlfart
- Claude Wolff
- Eisso Woltjer
- Francis Wurtz

## Z
- Mario Zagari
- Hans-Jürgen Zahorka
- Axel Zarges
- Spyridon Zournatzis